# Eurico Carrapatoso
Eurico Carrapatoso (* 15. Februar 1962 in Alvites, Kreis Mirandela) ist ein portugiesischer Komponist.

## Ausbildung und Werdegang
Eurico Carrapatoso wurde 1985 an der Universität Porto in Geschichte diplomiert. Im selben Jahr begann er sein Musikstudium bei Borges Coelho, Fernando Lapa und Cândido Lima, ab 1988 Komposition bei Constança Capdeville. Er schloss seinen Kursus bei Jorge Peixinho am staatlichen Konservatorium (heute ESTC) mit Auszeichnung ab.
Eurico Carrapatoso unterrichtete Komposition an der Escola Superior de Música und an der Academia Nacional Superior de Orquestra in Lissabon. Seit 1989 ist er Professor für Analyse und Komposition am Konservatorium Lissabon.
Seine Werke werden von den wichtigen portugiesischen Ensembles und Orchestern des Landes gespielt sowie in anderen europäischen und amerikanischen Ländern.

## Preise und Auszeichnungen
- 1998 repräsentiert er Portugal bei der Tribune internationale des compositeurs der UNESCO (mit Cinco melodias em forma de Montemel)
- 1998 Lopes-Graça Preis
- 1999 erneut bei der Tribune internationale des compositeurs (mit Deploração sobre a morte de Jorge Peixinho)
- 1999 Francisco de Lacerda Preis
- 2001 Nacional Identity Preis
- 2004 wurde Carrapatoso vom portugiesischen Präsidenten zum Comendador da Ordem do Infante Dom Henrique ernannt
- 2006 Tribune internationale des compositeurs (mit O meu poemário infantil)
- 2021 ALUMNI-Universität Salamanca Preis
- 2021 DSCH Schostakovich Ensemble Preis